# Crematogaster tarsata
Crematogaster tarsata är en myrart som beskrevs av Smith 1865. Crematogaster tarsata ingår i släktet Crematogaster och familjen myror. Inga underarter finns listade i Catalogue of Life.